# Splendid Geyser
Splendid Geyser is een geiser gelegen in het Yellowstone National Park die op zijn beurt weer ligt in de Amerikaanse staat Wyoming.
De Splendid Geyser maakt deel uit van een groep van geisers, die de naam Daisy Group draagt. De meest nabijgelegen geiser is de Daisy Geyser. De erupties van Splendid Geyser zijn onregelmatig. Een eruptie komt tot ongeveer 60 meter hoogte. Vaak zijn Splendid Geyser en Daisy Geyser niet tegelijkertijd actief, maar wanneer dit het geval is, zijn de erupties groter.